# Olga Woźniak

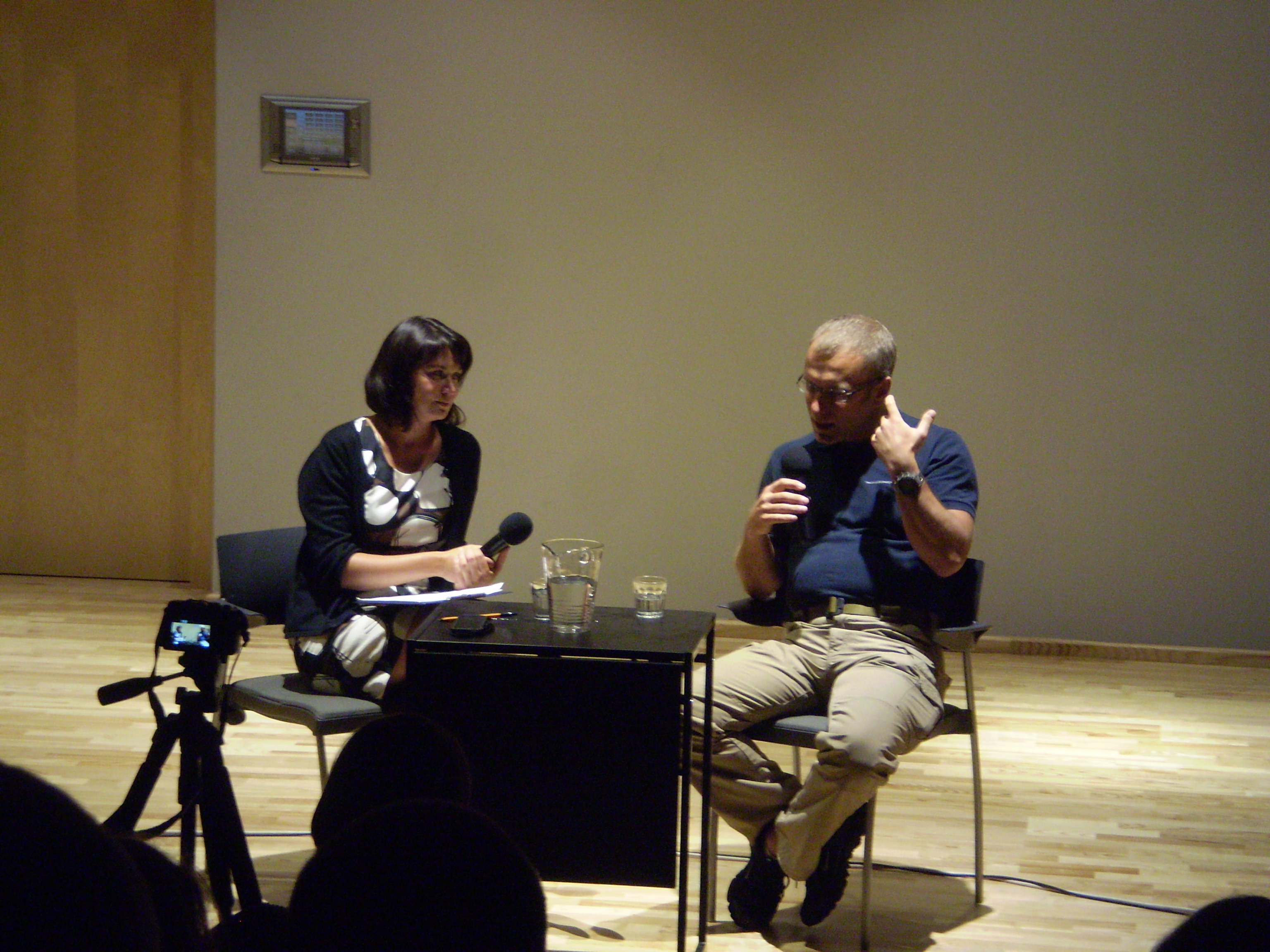
Olga Woźniak i Piotr Durka w Centrum Nauki Kopernik w Warszawie

Olga Woźniak (ur. 10 grudnia 1975) – polska dziennikarka naukowa.
Absolwentka Wydziału Polonistyki Uniwersytetu Warszawskiego (UW) i (podyplomowo) psychologii.
Popularyzuje wiedzę z zakresu nauk przyrodniczych, psychologii, medycyny, językoznawstwa, socjologii. Od 2003 roku do września 2010 roku kierowała działem nauki tygodnika „Przekrój”. Od 2006 do 2009 roku redagowała kwartalnik popularnonaukowy „Przekrój nauki”. Współpracowała z „Polityką”, „Newsweekiem”.
Pracowała w Centrum Nauki Kopernik. Właścicielka Prywatnej Szkoły Podstawowej „Eureka”, w której realizuje autorski program nauczania przedmiotów przyrodniczych, a zwłaszcza matematyki. Autorka popularnonaukowej książki dla dzieci pt. „Brud”. W 2023 roku wydana została jej książeczka dla dzieci "Kosmos. Wielka nauka dla małych dzieci".
Prowadzi podcast poświęcony językowi pt. "Łapacz słów"
Współpracuje z „Gazetą Wyborczą”.

## Nagrody związane z pracą dziennikarską
W 2008 roku została laureatką konkursu „Popularyzator Nauki” organizowanego przez Ministerstwo Nauki i Szkolnictwa Wyższego oraz serwis „Nauka w Polsce” Polskiej Agencji Prasowej.
Nominowana w 2008 roku do nagrody Grand Press w kategorii dziennikarstwo specjalistyczne (za tekst „Tylko dla żywych”] - wywiad ze specjalistą tanatopraksji i technikiem sekcji zwłok). W 2009 roku nominowana do tej nagrody za tekst „Pan Prąd” (poświęcony genialnemu wynalazcy Nikoli Tesli).
W 2010 roku w konkursie organizowanym przez Polskie Stowarzyszenie Dziennikarzy Naukowych „Naukowi.pl” otrzymała główną nagrodę na najlepszy tekst popularnonaukowy w polskiej prasie (wygrał artykuł poświęcony muszce owocowej pt. „Bardzo ludzka muszka” opublikowany w „Przekroju”). W tym samym konkursie zdobyła także nagrodę Corpus Hippocrateum za najlepszy tekst o tematyce medycznej - nagrodzono artykuł z „Przekroju” pt. „Serca w naprawie” poświęcony leczeniu dzieci cierpiących na rzadkie wrodzone wady serca. Ten tekst wygrał także krajowe eliminacje konkursu EU Health Prize organizowanego przez Unię Europejską. W 2016 roku zdobyła Nagrodę im. K. Sabatha za najlepszy materiał popularnonaukowy w polskich mediach w konkursie organizowanym przez Polskie Stowarzyszenie Dziennikarzy Naukowych „Naukowi.pl”.